# Lidcombe
Lidcombe est une ville-banlieue australienne située dans la zone d'administration locale de Cumberland en Nouvelle-Galles du Sud.
Lidcombe s'étend sur 6,8 km2 sur la zone de Cumberland à l'ouest du centre d'affaires de Sydney, au sud de Newington, au nord de Rookwood, à l'ouest de Homebush West et à l'est d'Auburn. Elle comprend une petite partie industrialisée au nord située elle sur le territoire de Parramatta.

## Démographie
| 2001   | 2006   | 2011   | 2016   | 2021   |
| ------ | ------ | ------ | ------ | ------ |
| 12 743 | 14 162 | 16 670 | 19 627 | 23 663 |

## Galerie de photos

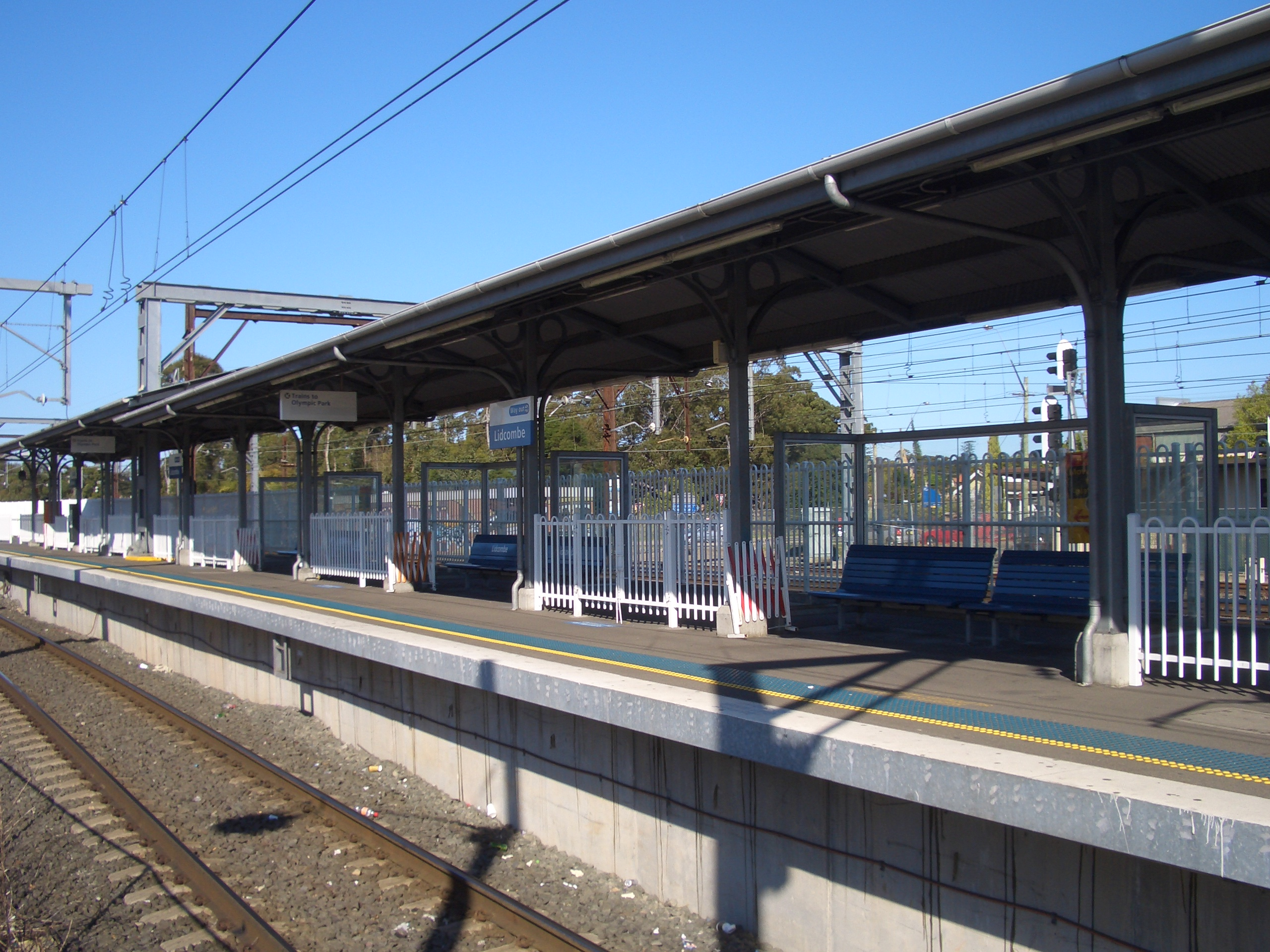
Gare de Lidcombe
Église gréco-catholique ukrainienne
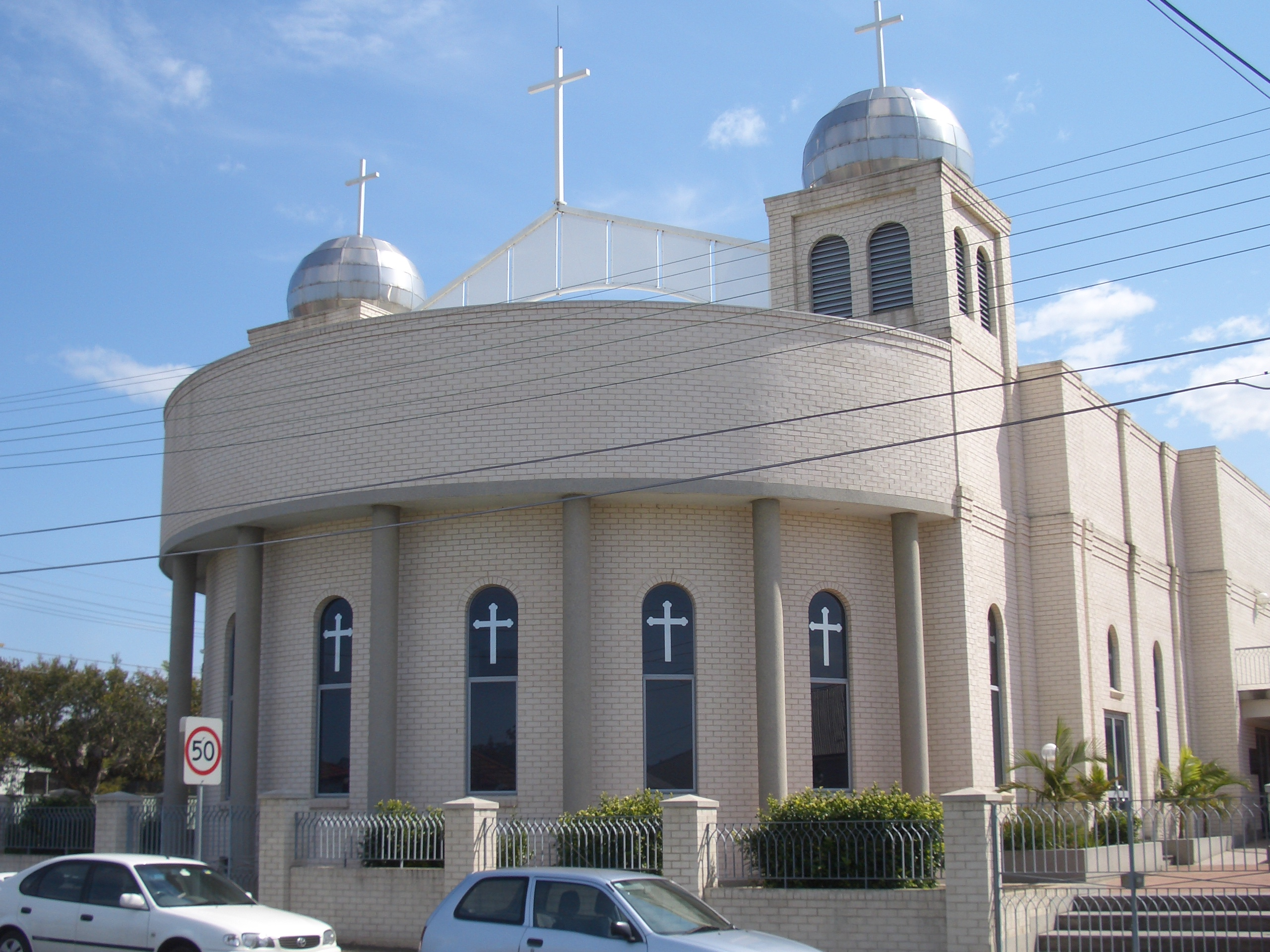
Église syriaque orthodoxe
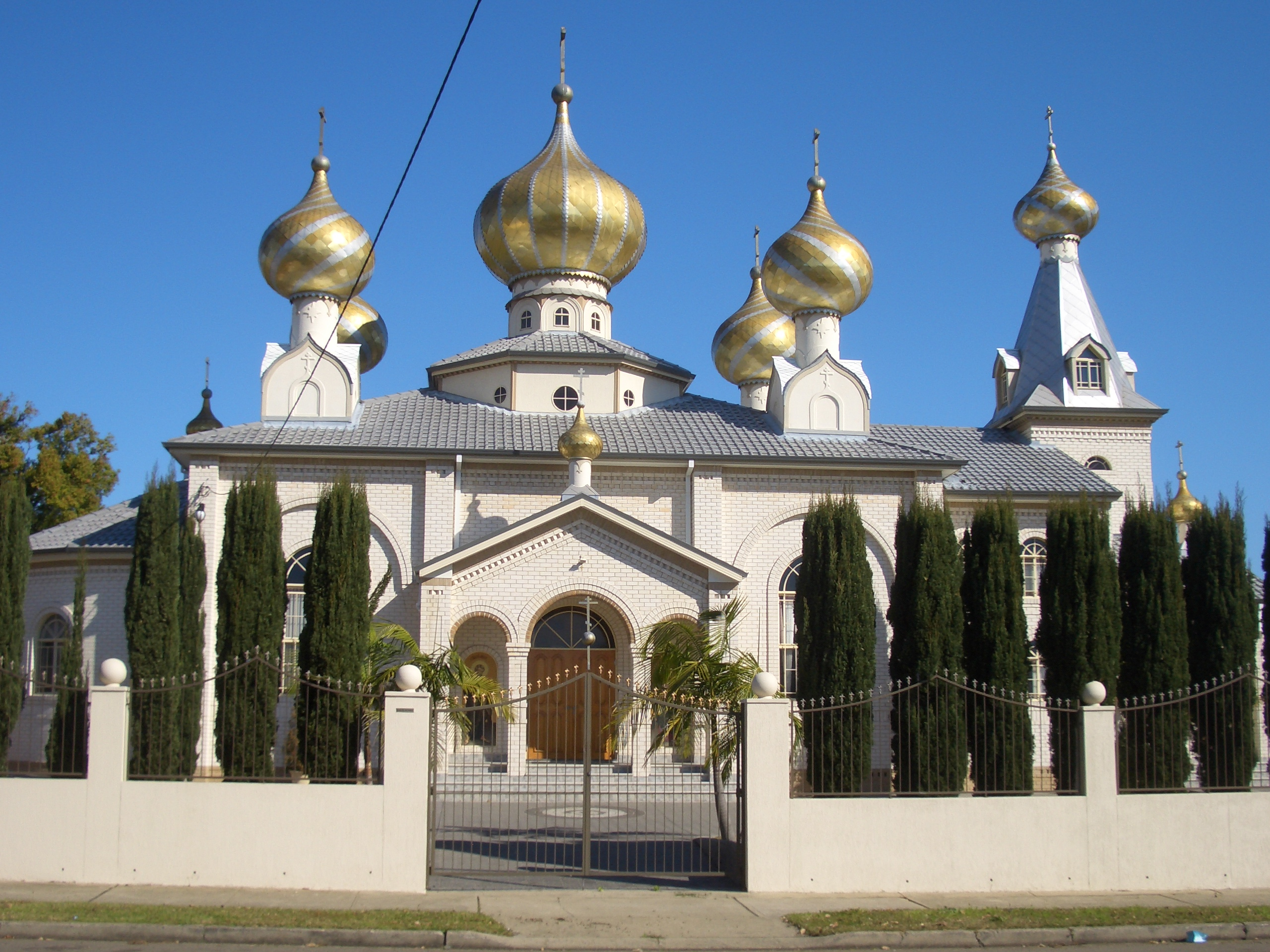
Église orthodoxe vieille-ritualiste russe